# Héctor Soberón
Héctor Soberón Lorenzo (Ciudad de México, 11 de agosto de 1964) es un actor mexicano.

## Biografía
Empezó a practicar artes marciales a los 21 años y estudio la licenciatura en Ingeniería electrónica.

## Carrera
Su carrera de actuación comenzó en la empresa Televisa en 1991, siendo su primer proyecto la telenovela Muchachitas. Al año siguiente tuvo su primer protagónico en Mágica juventud, al lado de Kate del Castillo. En 1997, obtuvo el papel principal en Mi pequeña traviesa, junto a Michelle Vieth.
En 1999, Soberón se unió a las filas de TV Azteca donde tuvo la oportunidad de protagonizar 2 telenovelas: Marea brava y El amor no es como lo pintan. Además, fue protagonista invitado en Como en el cine. 
También es conocido por haber protagonizado la obra P.D. Tu gato ha muerto, dirigida por Otto Sirgo.
Fue el conductor principal del programa Para todos, desde el 26 de enero hasta el 18 de septiembre de 2009 que se retiró del mismo y luego en su retorno en 2010.
Héctor Soberón se traslada a vivir a Miami donde trabaja como actor de teatro. En 2013, participó en la obra de teatro Cuando haces Pop ya no hay Stop de la escritora Debota Pérez en el Centro Cultural Español de Miami junto a Flavia Scarpa.

## Vida privada
Héctor Soberón se casó con la actriz Michelle Vieth el 19 de abril de 2002, pero se divorciaron poco después en 2004. El matrimonio religioso fue declarado nulo por la Iglesia católica.
Estuvo casado con Janet Durón desde el 24 de mayo de 2006, con quien tuvo dos hijas, Fátima y Luciana. Soberón confirmó su divorcio de ella en 2023.

## Filmografía

### Películas
- Prisionera del Lente (Framed) (2023)
- Cuento sin hadas (2011)
- Carpe Diem (2009) - Alain
- Mea culpa (2008) - Raúl Villanueva
- Cafe estrés (2005)
- La curva del olvido (2004)
- Puerto Vallarta Squeeze (2003) - el chófer de Rivera
- Campeón (1997)
- Educación sexual en breves lecciones (1994) - Esteban
- Morena (1994) - Juán Casas

### Programas de TV
- Si se puede (2015) - Concursante
- Mi sueño es Bailar (2012) - Concursante
- Para todos (2009-2010) - Conductor

### Telenovelas
- Esta historia me suena (2023) - 1 episodio[6]
- Milagros de Navidad (2017) - Juez Márquez
- Siempre tuya Acapulco (2014) - Ulises Santander Alarcón
- Pasión prohibida (2013) - Martín Santillana
- La ruta blanca (2012) - Octavio
- Corazón apasionado (2011) - Álvaro Martínez
- Alguien te mira  (2010) - Daniel Vidal
- Pecadora (2009) - Carlos
- Pecados ajenos (2007) - Gary Mendoza
- Acorralada (2007) - Horacio
- Olvidarte jamás (2006) - Renato Tuluz
- Mi vida eres tú (2005) - Lucho
- Como en el cine (2001-2002) - Enrique Saavedra
- El amor no es como lo pintan (2000-2001) - César Segovia Sabatié / Felipe Sabatié
- Marea brava (1999) - Daniel Valderrama
- Gotita de amor (1998) - Dr. Alberto Gómez
- Mi pequeña traviesa (1997-1998) - Alberto Miranda
- Para toda la vida (1996) - Alfredo
- María la del barrio (1995-1996) - Vladimir De la Vega Montenegro
- María José (1995) - Darío
- Mágica juventud (1992-1993) - Miguel Arteaga
- Muchachitas (1991-1992) - Víctor